# (2407) Haug
Pour les articles homonymes, voir Haug.
(2407) Haug est un astéroïde de la ceinture principale.

## Description
(2407) Haug est un astéroïde de la ceinture principale. Il fut découvert le 27 février 1973 à Bergedorf par Luboš Kohoutek. Il présente une orbite caractérisée par un demi-grand axe de 2,92 UA, une excentricité de 0,22 et une inclinaison de 2,5° par rapport à l'écliptique.

## Compléments